# Dr. Bloodmoney, or How We Got Along After the Bomb
Dr. Bloodmoney, or How We Got Along After the Bomb é um romance de ficção científica de Philip K. Dick publicado originalmente em 1965. Foi indicado para o Nebula Award para Melhor Romance neste mesmo ano.
Dick escreveu o romance em 1963, com os títulos provisórios de In Earth's Diurnal Course e A Terran Odyssey. Todavia, o editor Donald Wollheim sugeriu o título definitivo como referência ao (então) recente filme de Stanley Kubrick, Dr. Strangelove or: How I Learned to Stop Worrying and Love the Bomb (1964).